# 腺甾烷
腺甾烷（C17），分子式C
17H
28，化学名全氢环戊烷并[a]菲（perhydrocyclopenta[a]phenanthrene），是一种四环烃类化合物，该结构由三个环己烷和一个环戊烷共四个烃环融合而成。
腺甾烷另译甾烷，或称甾核（steroid nucleus），此因其不含双键（完全饱和）且为甾体的骨架。腺甾烷为甾体物质的结构母核，包括一个全氢菲环和一个环戊烷环。和通常的甾体激素不同，腺甾烷在C10和C13位置上没有甲基基团，在C17上也没有侧链基团。
因为腺甾烷总共有六个手性碳原子，因此理论上应该有26=64种可能的立体异构体，但是只有少部分的构象存在于自然界的甾类物质中，最常见的腺甾烷构象是5α-腺甾烷和5β-腺甾烷。

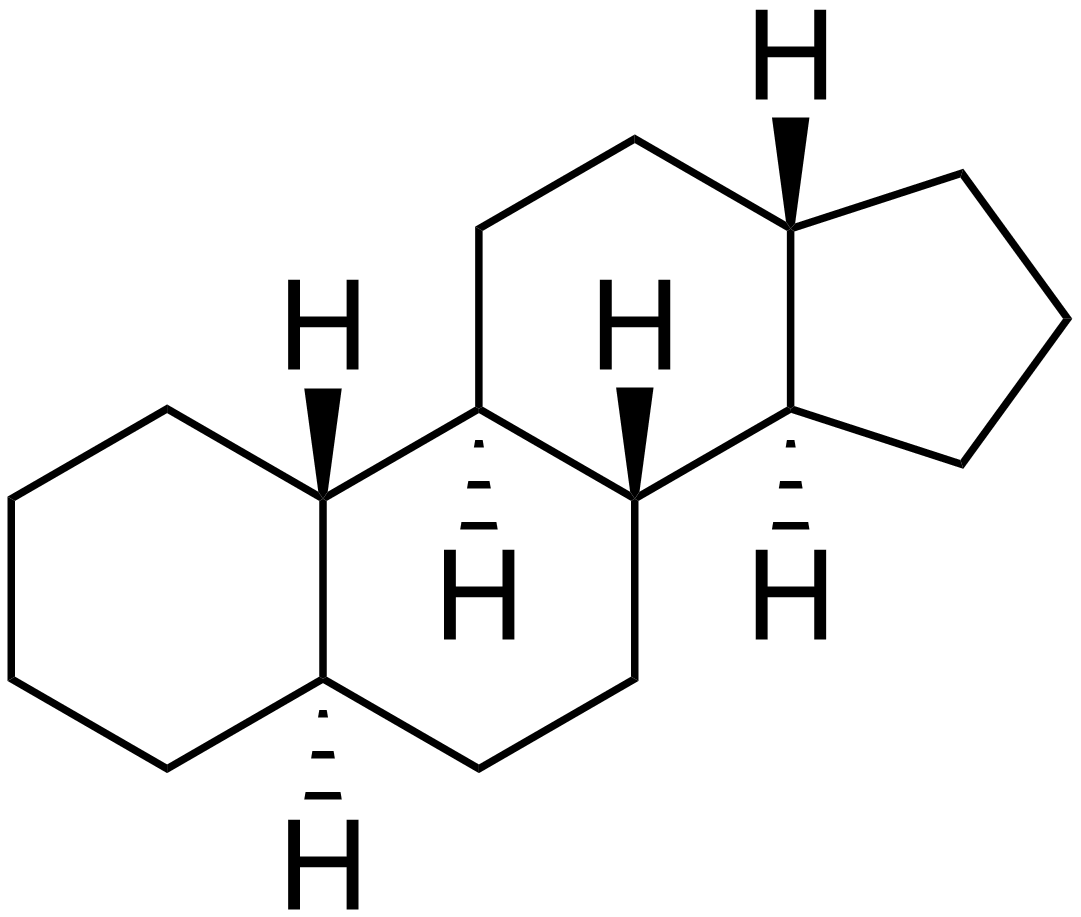
5α-腺甾烷
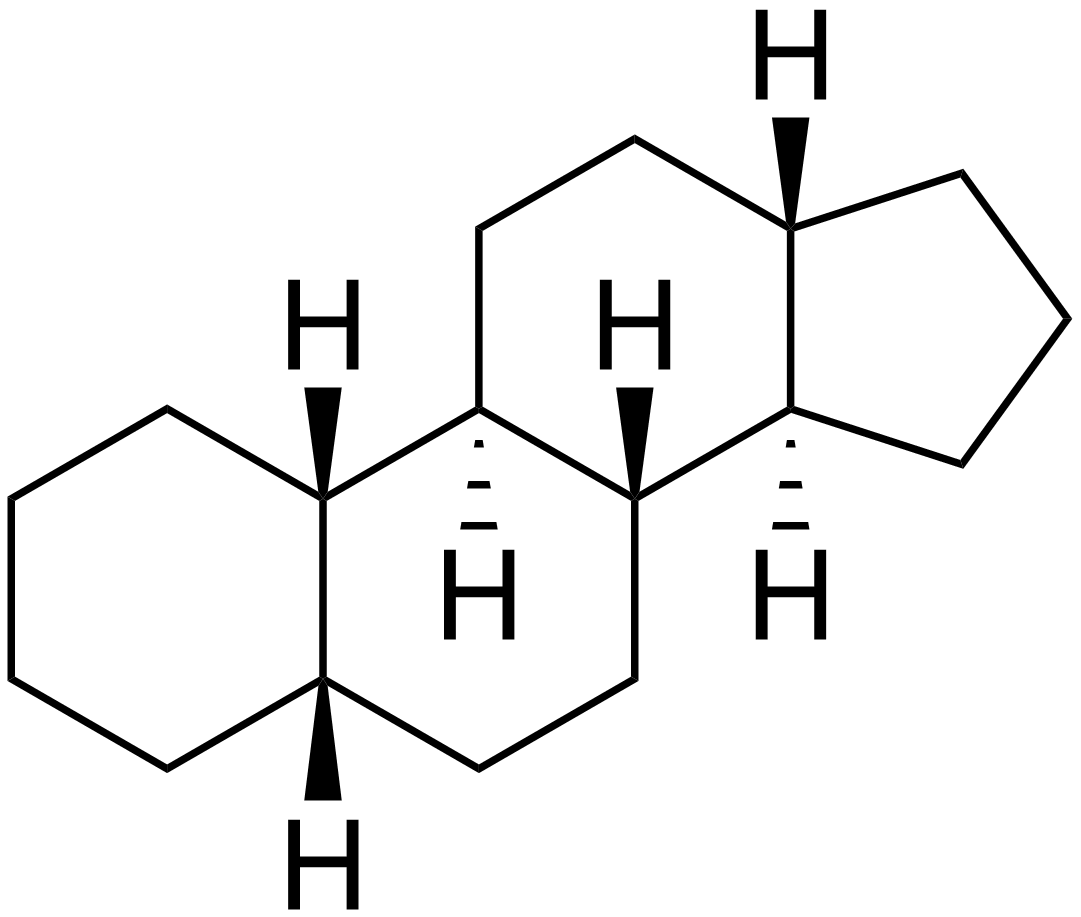
5β-腺甾烷

5α-腺甾烷，椅式构象的侧面观
5β-腺甾烷，椅式构象的侧面观

## 衍生物

甾类激素骨架碳原子的编号

- 雌烷（estrane，C18），是腺甾烷在13β位置的甲基衍生物；
- 雄烷（androstane，C19）是腺甾烷在10β，13β位置的双甲基衍生物，其5β差向异构体也称为本胆烷；
- 孕烷（pregnane，C21）是腺甾烷在10β，13β位置双甲基，17β乙基的衍生物，其5α差向异构体也称为别孕烷[7][8]；
- 胆烷（cholane，C24）是孕烷在20β位置的丙基衍生物；
各自为衍生甾体物质的结构母核。

更多衍生物见甾烷。

## 备注
1. ↑  另一个以一个环戊烷并氢化菲结构为母核的烷烃类有机化合物 sterane 也译“甾烷”，其为 gonane 的衍生物，是在雄甾烷的C-17上带有侧链的有机化合物，为免歧义，gonane 宜称“腺甾烷”。